# 男根期
男根期（だんこんき、独: phallischen / ödipalen Phase、英: phallic stage）は、ジークムント・フロイトが主張する5つの心理性的発達理論（独: Triebtheorie、英: psychosexual development、リビドー発達段階）うちのひとつで、肛門期に次いで3番目に表れる。男児においてはペニスがその主役をなし、女児においてはクリトリスがその役割を担う。ラテン語ではファルスは陽根＝勃起した男根を指し、性的な目覚めを意味する。

## 概要
フロイトによればこの時期の小児性欲の中心は性器（ペニス・クリトリス）である。子供は自分の器官の性器としての役割を知り、男女の性的違いに気づいていく（精通がある、自慰をするなど）。この気付きには個々人によって、また男児と女児で発達に違いが出てくる。時期については諸説あるが、おおむね3歳から6歳頃までとされる。またこの時期にエディプス・コンプレックスが形成される。男根期はエディプス期とも呼ばれ、重なっているとも考えられるが、この点に関しては論者によっては違いがある。いずれにしろペニスにリビドーが集中する時期を指している。
外性器を持つ男児と内性器を持つ女児とでは、この時期の生育が後天的な性格へ与える影響には差異があるとされる。女児は男根が無いことに対する違和感を覚え、男児は男根の勃起により性差を自覚する。そうした自覚から性的好奇心に目覚め、お医者さんごっこなどの行為も見られる。女児には精通のようなダイナミックな性機能の発現が初潮まで無いこと、性器の勃起の自覚が女児より男児に顕著なため、女児に限って性的な快楽に目覚めることがこの男根期への移行とされることもある。
この男根期にペニスやクリトリスを通して形成されるリビドー（部分欲動）は、エディプスコンプレックスと呼ばれる両親との三角関係によって、去勢されるかされないかの葛藤を経験し、その結果として彼のリビドーは抑圧される。自我や超自我、エスが形成されるという重要な時期として考えられる。
男根期に関してはジャック・ラカンのファルス理論などによって、さらに深められている。

## 男根期への固着
男根期に何らかのリビドー固着が生じると個人の性格に影響すると言われる。
例えば、男児は母親もしくは母親的な存在に強く魅かれるようになる。もしくは母性への逸脱した思慕や、年齢の極端に離れた女性への興味に固着する。いわゆるマザーコンプレックスである。これはエディプスコンプレックス時に生じていた母親を獲得したいという思いと同じものであり、神経症による退行の原因となることもある。
男根期とエディプスコンプレックスは強く関わっている。あまりに父親から「ペニスを切り落とすぞ」というような威喝が強かった場合、そのような経験は去勢不安として残る事になる。その恐怖は恐怖症や権威への恐れなど、様々な不安へと転換される。これも神経症の素地を作る。
女児においては男児と全く正反対で、男根期に固着すると、父親や父親に似た存在に強く惹かれるようになる。これはいわゆるファーザーコンプレックスである。
また女児はペニスを持ち続けていると勘違いする事があり、これはエディプスコンプレックスの未解決に由来すると言われている。つまり男根に固着しているという事であり、こうなると女性は男性的な性格を身に付けたり、自分は男性であると考えるようになる。またその正反対にペニスが常に去勢されるという不安に怯えていると、自分は力のない女性であると考えるようになる。
以上の男根期への固着は精神分析におけるエディプスコンプレックスの理論と強く関係している。

## 批判と注記
後の精神分析家や、精神分析に対するフェミニストからの反論により、現代では男根期やエディプスコンプレックスにおけるペニス優位の考えは大きな批判対象となっている。
フロイトの研究は男児に偏っていたため、女児の性的発達に関しては研究が深まってはいない。ただしフロイト自身は女児の患者から得られたペニス羨望や空想研究によって、初めは女児もペニスを持っていると考えているが、自身にはペニスがない事を自覚するプロセスがあると主張している。これが女児の去勢コンプレックスであるが、女児においてペニスに当たるクリトリスに関心が集中している段階として彼は考えているようである。
またフロイトの考えるペニスという観念は、ラカンによって指摘されているが、正確にはファルスに近い。つまりそれはリビドーという人間の根本的な心的エネルギーの質を決めるものなのである。故にフロイトは立派な女性たちに対して「あなたたちは女性的ではなくて、むしろ男性的なのです」と言っている。彼の男根期に対する考え方には、そもそもペニスがリビドーの質を決め、またその質が「能動的・男性的」という特徴を備えていることに注目していたようである。